# Скиннер, Сэмюэл
Сэмюэл Нокс Скиннер (англ. Samuel Knox Skinner; род. 10 июня 1938) — американский политик, министр транспорта США (1989—1991).

## Биография
Скиннер родился 10 июня 1938 года в Чикаго (Иллинойс) в семье Имельды Джейн Карран и Вернона Орло Скиннера. Сначала рос в Спрингфилде, а затем в Уитоне, где окончил школу в 1956 году. Далее он отучился в Иллинойсском университете в Урбане-Шампейне и пошёл служить в армию. В 1966 году Скиннер окончил Университет Де Поля. В 1960—1968 годах работал в IBM. После этого Скиннер был помощником прокурора, а в 1975 году президент Джеральд Форд назначил его федеральным прокурором. С 1977 по 1989 год Сэмюэл Скиннер трудился в фирме Sidley Austin LLP, пока не стал министром транспорта США. Он занимал этот пост до 1991 года, а затем был назначен главой аппарата Белого дома и пробыл им до 1992 года.

## Личная жизнь
Первая жена Скиннера — Сьюзен Энн Томас. У них родилось трое детей: Томас Вернон Скиннер, Стивен Нокс Скиннер и Джейн Скиннер Гуделл.
Вторая жена Скиннера — Хани Джейкобс Скиннер. У них двое сыновей, Сэмюэл Джейкобс Скиннер и Уильям Карран Скиннер.